# Heinrich Bövers
Heinrich Friedrich Gottlieb Bövers (* 15. Juni 1886 in Nienbrügge; † 14. Dezember 1950 in Bückeburg) war ein deutscher Jurist und Politiker (DStP).

## Leben
Heinrich Bövers wurde als Sohn eines Landwirts geboren. Nach dem Besuch der Volksschule und dem Abitur 1906 am Gymnasium Adolfinum Bückeburg nahm er ein Studium der Rechtswissenschaft an der Georg-August-Universität Göttingen auf, das er 1912 mit dem Ersten Juristischen Staatsexamen abschloss. Er arbeitete im Frühjahr 1913 kurzzeitig bei der Stadtverwaltung in Nienburg, trat im Juli als Referendar in den schaumburg-lippischen Justizdienst ein und war beim Amtsgericht Stadthagen tätig. Sein Referendariat führte ihn auch zur Staatsanwaltschaft und zu einer Stadthagener Rechtsanwaltskanzlei. Von Oktober 1916 bis September 1917 nahm er als Soldat am Ersten Weltkrieg teil. Nach seiner Entlassung aus dem Heeresdienst arbeitete er bei der Zivilverwaltung für das deutschbesetzte Flandern in Brüssel.
Bövers legte im Juli 1919 das Zweite Juristische Staatsexamen ab und ließ sich anschließend als Rechtsanwalt und Notar in Bückeburg nieder. Von 1927 bis 1933 war er Mitglied des Landeskirchenrates und des Landeskirchenamtes Schaumburg-Lippe.
Bövers trat 1926 in die Deutsche Volkspartei ein, wechselte aber 1929 zur Deutschen Demokratischen Partei (DDP), die sich im Juli 1930 in Deutsche Staatspartei (DStP) umbenannte. Dem Landtag des Freistaates Schaumburg-Lippe gehörte er von 1931, als er für den ausgeschiedenen Abgeordneten Rudolf Bretthauer nachrückte, bis 1933 an.
Nach dem Zweiten Weltkrieg wurde Bövers, der nunmehr parteilos war, im Mai 1945 von der britischen Militärregierung zum Staatsrat und Vorsitzenden der letzten Landesregierung von Schaumburg-Lippe ernannt. Diese Funktion übte er formal bis zum 31. Oktober 1946 aus, doch er blieb noch nach der Auflösung des Freistaates Schaumburg-Lippe bis Ende März 1949 im Amt.
Heinrich Bövers war seit 1920 mit Klara Lucie Neubauer verheiratet und hatte drei Söhne.